# Мазаре (Болоња)
Мазаре (итал. Masarè) је насеље у Италији у округу Болоња, региону Емилија-Ромања.
Према процени из 2011. у насељу је живело 12 становника. Насеље се налази на надморској висини од 553 м.